# Сериа
Сериа (англ. Seria) — нефтяное месторождение Брунея, расположенное на шельфе в 20 км от побережья. Сериа — самое первое нефтяное месторождение Брунея, с него начинается нефтяной бум этой маленькой страны с населением 300 тыс. человек. Открыто в 1929 году. Начальные запасы составляют 300 млн тонн нефти.
Нефтеносность связана с отложениями неогенового возраста. Залежи на глубине 0,25 — 2,7 км, содержащие 24 нефтенасыщенных пластов.
Глубина моря 7-15 м.
Оператором месторождение является правительство Брунея. Добыча нефти 2008 году составила 5 млн тонн.
Британская нефтяная компания Shell и правительства Брунея создали совместное предприятие Brunei Shell Petroleum для разведки и добычи южной части Сериа. В 2005 году был открыт Северный Фланк (North Flank). На территории Серия-Норт-Фланк запланировано бурение пяти разведочных скважин в 2006 году.
Северный Фланк находится на 4 км от побережья на глубине 2-10 м и тянется приблизительно 5 км вдоль береговой линии. Начальные запасы оцениваются в 16 млн тонн нефти.